# Politique en Éthiopie

Répartition des sièges à la Chambre des représentants du peuple d'Éthiopie en 2016. EPRDF (501) SPDP (24) BGPDUF (9) ANDP (8) GPDM (3) APDO (1) HNL (1)

L'Éthiopie est une république fédérale à régime parlementaire où le Premier ministre exerce la fonction de chef du gouvernement. Le pouvoir exécutif est aux mains du gouvernement tandis que le pouvoir législatif est partagé entre le gouvernement et les deux chambres du parlement. Le pouvoir judiciaire est plus ou moins indépendant de l'exécutif et du législatif. Le Président de la République n'a qu'un rôle représentatif.

## Évolution politique
- 1889-1931 : Monarchie absolue
- 1931-1936 : Monarchie (En pratique, monarchie absolue)
- 1936-1941 : Occupation italienne
- 1941-1955 : Monarchie (En pratique, monarchie absolue)
- 1955-1974 : Monarchie
- 1974-1984 : Régime militaire (Derg)
- 1984-1987 : Régime militaire & parti unique (PTE)
- 1987-1991 : Parti unique (PTE)
- 1991-1995 : Gouvernement de transition
- Depuis 1995 : Démocratie[réf. nécessaire]

## Développements politiques
En mai 1991, une coalition de forces rebelles, sous le nom de Front démocratique révolutionnaire du peuple éthiopien (FDRPE), renverse le gouvernement de Mengistu Haile Mariam. Au mois de juillet, le FDRPE, le Front de libération Oromo (FLO) et leurs alliés établirent un gouvernement transitoire composé d'un Conseil de 87 membres et guidé par une charte nationale qui faisait office de constitution transitoire. En juin 1992, le FLO se retira du gouvernement, suivi en mars de l'année suivante par les membres de la Coalition démocratique des peuples du sud-éthiopien (SEPDC).
Le Front populaire de libération de l'Érythrée (FPLE), allié de la coalition contre le régime de Mengistu Haile Mariam, gagna le contrôle de l'Érythrée et y établit un gouvernement provisoire. L’Érythrée obtint l'indépendance le 24 mai 1993.
Le Premier ministre Meles Zenawi ainsi que les membres du gouvernement transitoire se sont engagés à superviser la mise en place d'une démocratie multipartite. Les élections des 547 membres de l'Assemblée constituante eurent lieu en juin 1994. Les élections du premier parlement national désigné par le peuple eurent lieu en mai et juin de l'année suivante. La majorité des partis d'oppositions décidèrent de boycotter les élections qui se soldèrent par une victoire du FDRPE. Les observateurs internationaux et non gouvernementaux conclurent que les partis d'oppositions auraient pu prendre part régulièrement aux élections s'ils l'avaient décidé.
Le gouvernement de la république fédérale d'Éthiopie fut institué en août 1995, avec Negasso Gidada comme premier président. Le gouvernement du Premier ministre Meles Zenawi encouragea une politique de fédéralisme ethnique, attribuant de larges compétences aux autorités régionales basées sur l'ethnie. Aujourd'hui, l'Éthiopie compte 9 régions administratives semi-autonomes qui sont compétentes pour prélever des impôts. Les Éthiopiens jouissent actuellement de la plus grande liberté politique de leur histoire mais des libertés fondamentales, dont la liberté de la presse, ne sont pas encore garanties.
Le gouvernement de Zenawi a été réélu en 2000 lors des premières élections multipartites. Le président en exercice est Girma Wolde-Giorgis. Il fut réélu le 9 octobre 2007.
L'Éthiopie a établi des relations courtoises avec les États-Unis et les États d'Europe occidentale et perçoit des aides au développement de la part des États occidentaux et de la Banque mondiale. En 2004, le gouvernement entama une migration de plus de deux millions de personnes depuis les hauts plateaux désertiques de l'est du pays, espérant ainsi réduire le risque de famine.
Les élections générales de 2005 virent une participation de plus de 90 %. Les observateurs issus de l'Union européenne émirent des doutes quant au respect des standards internationaux tandis que l'Union africaine, le Centre Carter et le Département d'État des États-Unis déclarèrent que les règles de la démocratie avaient été respectées. L'opposition accusa le FDRPE de recourir à l'intimidation et au trucage des votes et suspecta des fraudes dans 299 circonscriptions. Le Conseil électoral national d'Éthiopie examina les plaintes, ce qui retarda la publication des résultats. En juin 2005, les résultats n'étant toujours pas connus avec certitude, un groupe d'étudiants universitaires organisa des manifestations, encouragés par la Coalition pour l'unité et la démocratie (opposition), en dépit d'une interdiction de manifester décrétée par le gouvernement. Le 8 juin, 26 personnes furent tuées et plusieurs centaines furent emprisonnées à Addis-Abeba à la suite des émeutes. Le Conseil électoral publia les résultats définitifs des élections le 5 septembre, qui confirmaient la victoire du parti majoritaire mais attribuaient davantage de sièges du parlement aux partis d'opposition, qui passaient de 12 à 176. La Coalition pour l'unité et la démocratie remporta la totalité des sièges à Addis-Abeba, au parlement et au conseil municipal. De nouvelles émeutes éclatèrent lorsque l'opposition appela à une grève générale et à un boycott du nouveau parlement. Quarante-deux personnes furent tuées à Addis-Abeba, dont sept policiers. Des milliers de personnes furent arrêtées et emprisonnées dans divers centres de détention du pays. En février 2006, six cents d'entre eux étaient encore en détention et attendaient leur procès.
Le 14 novembre 2005, le parlement adopta une résolution visant à la mise en place d'une commission neutre dont la tâche serait de faire la lumière sur les événements du 8 juin et des 1er et 2 novembre. En février 2006, le Premier ministre du Royaume-Uni, Tony Blair, reconnaissant la victoire du FDRPE, émit le vœu de voir l'Éthiopie résoudre ses problèmes internes et prendre le chemin de la démocratie.

## Organisation politique
L'organisation politique, les organes et institutions politiques ainsi que la répartition des pouvoirs sont régis par la Constitution de 1994.

### Pouvoir exécutif
| Fonction                   | Nom                | Parti                                                   | Depuis         |
| -------------------------- | ------------------ | ------------------------------------------------------- | -------------- |
| Président de la République | Taye Atskeselassie | Indépendant                                             | 7 octobre 2024 |
| Premier ministre           | Abiy Ahmed         | Mouvement démocratique des peuples du sud de l'Éthiopie | 2 avril 2018   |

Le président de la République est élu par la Chambre des représentants des peuples pour un mandat de six ans. 
Le Premier ministre est élu par la Chambre des représentants des peuples après avoir été choisi au sein du parti ou de la coalition ayant remporté les élections législatives. Le Conseil des ministres prévu par la Constitution de décembre 1994 est nommé par le Premier ministre et approuvé par le Parlement.

### Pouvoir législatif
Le pouvoir législatif est confié au parlement qui est composé de deux chambres, la Chambre des représentants des peuples composée de 547 membres élus pour cinq ans et la Chambre de la fédération composée de 112 membres, un pour chaque nationalité et un membre supplémentaire pour chaque tranche de 1 million de personnes, désignés par des conseillers régionaux.
De nombreux partis politiques sont représentés au Parlement. Le pays est multipartite mais il est de fait dominé par le Front démocratique révolutionnaire du peuple éthiopien qui est une coalition de plusieurs partis. Les partis d'opposition sont représentés dans les deux chambres mais leurs pouvoirs restent limités en raison de leur relative faible influence. Par ailleurs, un certain nombre de partis nationaux et régionaux sont actifs même s'ils n'ont aucun siège au Parlement.

### Pouvoir judiciaire
Le système judiciaire éthiopien repose sur un système juridique qui fait coexister d'une part des tribunaux fédéraux et d'autre part des tribunaux régionaux. La Cour suprême fédérale est la plus haute juridiction du pays. Le président et vice-président de la Cour Suprême Fédérale sont recommandés par le Premier ministre et nommés par la Chambre des représentants des peuples.

## Politique étrangère
L'Éthiopie est membre d'un certain nombre d'organisations internationales:
ACP,
AEIA,
AID,
BAD,
BIRD,
CEA,
CIO,
CNUCED,
FAO,
FISCR,
FIDA,
FMI,
G-24,
G-77,
HCR,
IGAD,
Intelsat,
Interpol,
ISO,
MICR,
NAM,
OACI,
OIAC,
OIM (observateur),
OIT,
OMI,
OMM,
OMPI,
OMS,
OMT,
ONU,
ONUDI,
OUA,
SFI,
UIT,
UNESCO,
UNU,
UPU.